# Pinkovce
Pinkovce é um município da Eslováquia, situado no distrito de Sobrance, na região de Košice. Tem 3,14 km² de área e sua população em 2018 foi estimada em 187 habitantes.

## Demografia
| Ano:        | 1994 | 2004    | 2014   | 2024 |
| ----------- | ---- | ------- | ------ | ---- |
| Broj ljudi: | 212  | 188     | 170    | 187  |
| Razlika:    |      | -11,32% | -9,57% | +10% |

| Ano:               | 2023 | 2024   |
| ------------------ | ---- | ------ |
| Número de pessoas: | 184  | 187    |
| Diferença:         |      | +1,63% |